# Nadolice Wielkie

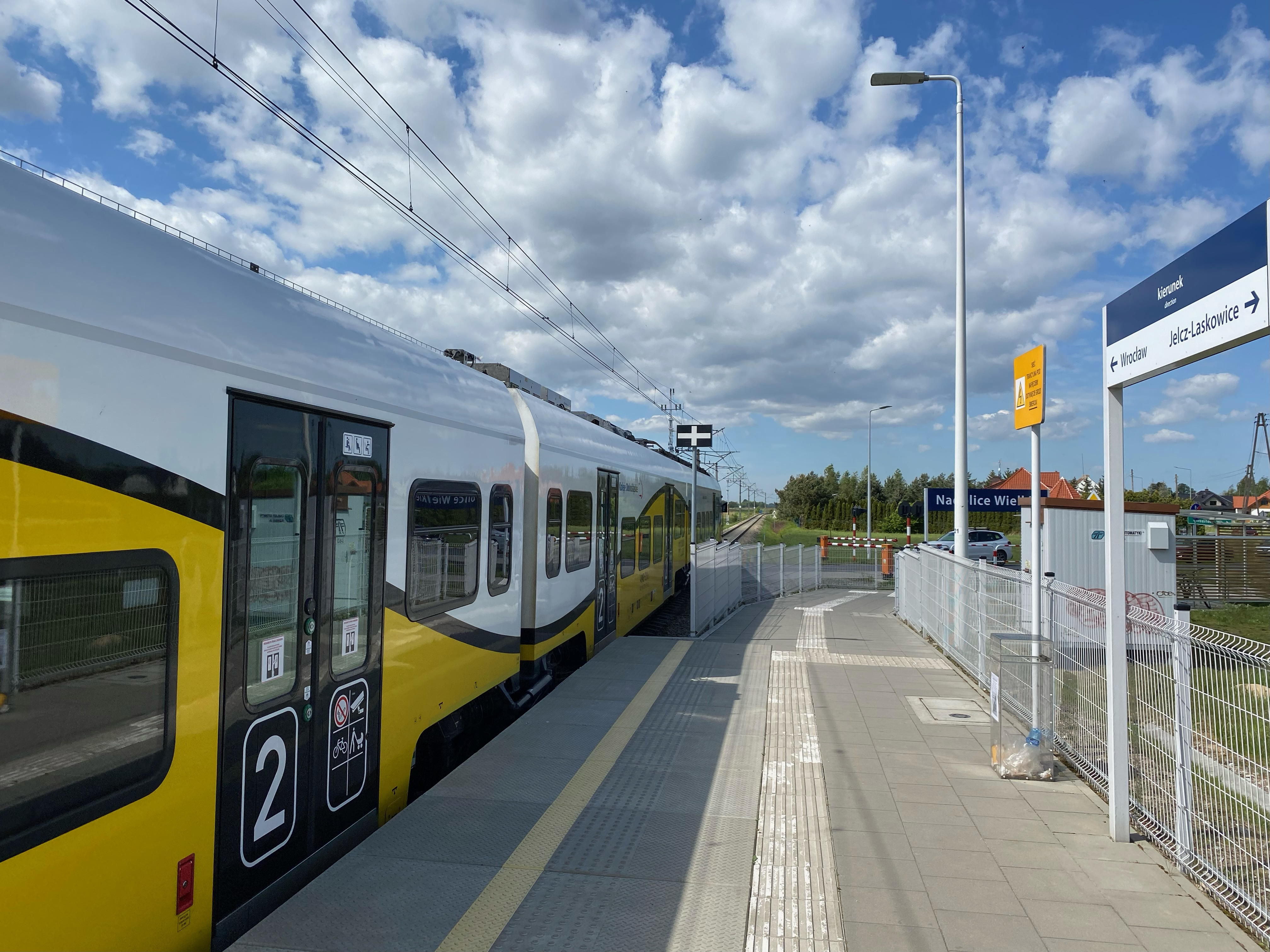
Pociąg Kolei Dolnośląskich odjeżdżający w kierunku Wrocławia

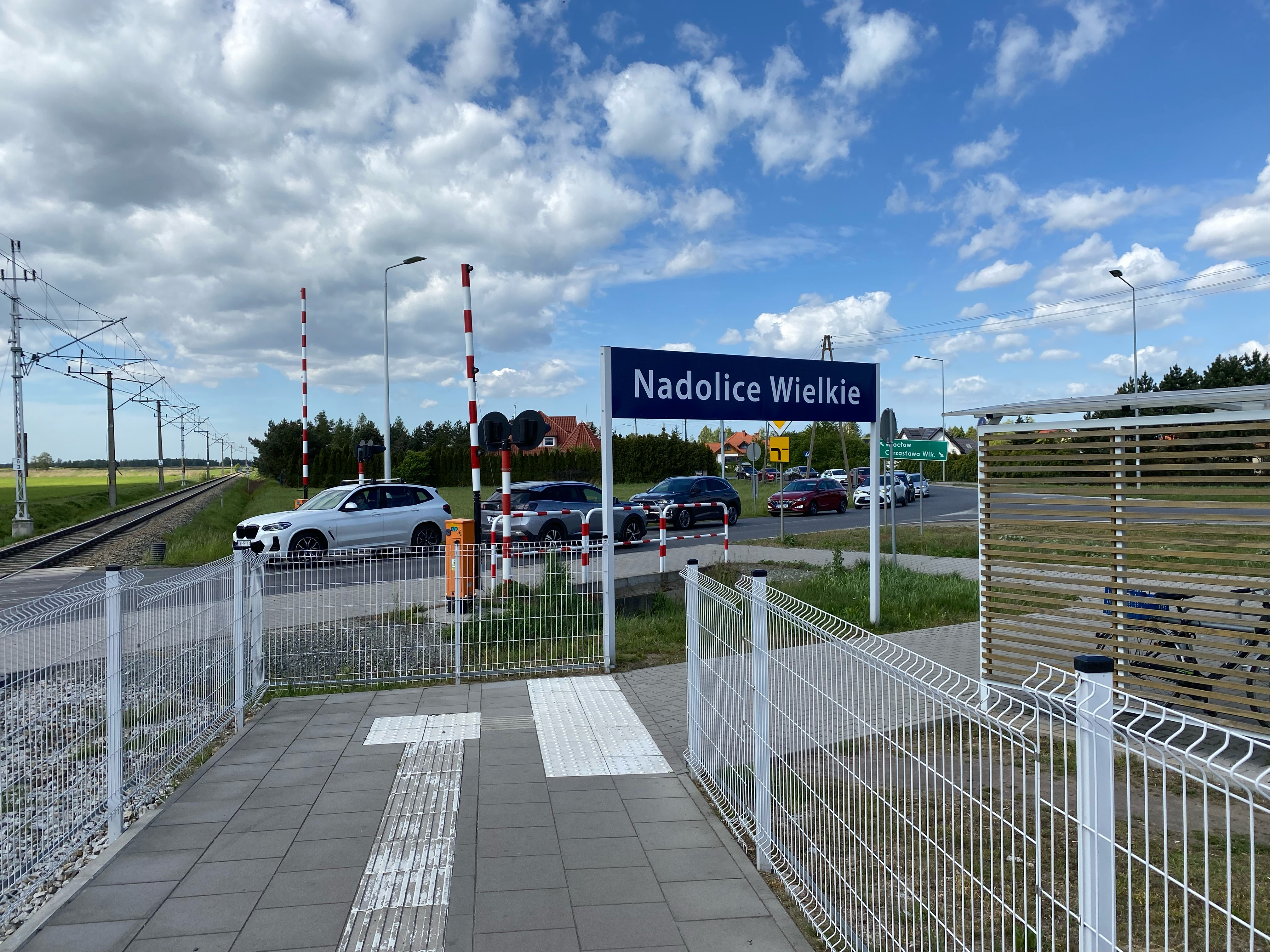
Parking P+R przy stacji kolejowej Nadolice Wielkie

Nadolice Wielkie (niem. Groß Nädlitz, 1937–1945 Nädlingen) – wieś w Polsce położona w województwie dolnośląskim, w powiecie wrocławskim, w gminie Czernica. Nadolice Wielkie wchodzą w skład aglomeracji wrocławskiej.
| SIMC    | Nazwa      | Rodzaj     |
| ------- | ---------- | ---------- |
| 0873610 | Wieściszów | przysiółek |

W latach 1954–1968 wieś należała i była siedzibą władz gromady Nadolice Wielkie, po jej zniesieniu w gromadzie Czernica. W latach 1975–1998 miejscowość administracyjnie należała do województwa wrocławskiego.
W Nadolicach Wielkich znajduje się Rzymskokatolicki Kościół pw. Matki Bożej Różańcowej należący do dekanatu Wrocław Północ II (Sępolno) archidiecezji wrocławskiej.

## Historia
Pierwsza wzmianka o miejscowości znajduje się w łacińskim dokumencie z 1250 roku wydanym przez papieża Innocentego IV w Lyonie, gdzie wieś zanotowana została w zlatynizowanej formie „Nadlic”.
W księdze łacińskiej Liber fundationis episcopatus Vratislaviensis (pol. Księga uposażeń biskupstwa wrocławskiego) spisanej za czasów biskupa Henryka z Wierzbna w latach 1295–1305 miejscowość wymieniona jest w zlatynizownej staropolskiej formie Nadliczi.
W latach 1945–1948 wieś nosiła nazwę Wysławice, później kilkakrotnie zmieniała nazwę.
We wsi funkcjonowała kolej folwarczna. 

## Komunikacja
Aktualnie na terenie miejscowości znajduje się przystanek kolejowy zlokalizowany na linii kolejowej nr 292 Jelcz Miłoszyce – Wrocław Osobowice. Ze stacji Nadolice Wielkie regularnie kursują pociągi aglomeracyjne Kolei Dolnośląskich pomiędzy stacjami Wrocław Główny a Jelcz-Laskowice. 
Transport uzupełniają podmiejskie linie autobusowe nr 845 i 855 do Wrocławia oraz linie bezpłatnej autobusowej komunikacji gminnej Z1 i Z3. 

## Cmentarze
W Nadolicach Wielkich mieści się niemiecki cmentarz wojenny i Park Pokoju.
Nekropolia żołnierzy niemieckich została oficjalnie otwarta 5 października 2002 roku, celem wtórnego pochówku żołnierzy niemieckich czasów II wojny światowej ekshumowanych z terenów województw dolnośląskiego, opolskiego i lubuskiego.

## Zabytki
Do wojewódzkiego rejestru zabytków wpisane są:
- Kościół ewangelicki, obecnie rzymskokatolicki filialny pw. Matki Bożej Różańcowej, ul. Boczna 7, z lat 1847-1849. Staraniem byłych mieszkańców wsi Byczkowce i Biały Potok (województwo tarnopolskie), osiedlonych po II wojnie światowej w Nadolicach Wielkich, odsłonięto w kościele 12 września 1993 r. drewnianą tablicę, upamiętniającą  ofiary zbrodni w Byczkowcach[11]. 10 września 2006 roku zastąpiono ją dwiema kamiennymi tablicami[12].
- Zespół młyński, z drugiej połowy XIX i XX w. w przysiółku Wieściszów:
  - dom
  - młyn
  - chlewnia z gołębnikiem

- Krzyż przydrożny na postumencie z pomnika poległych w I wojnie światowej

## Sport
Od 1970 roku działa tutaj lokalny klub piłki nożnej Piast Nadolice. 

## Linki zewnętrzne

Pozostałości kolei folwarcznej na ul.Stawowej.